# Didymoplexiella
Didymoplexiella – rodzaj roślin z rodziny storczykowatych (Orchidaceae). Obejmuje 9 gatunków występujących w Azji Południowo-Wschodniej w takich krajach i regionach jak: Borneo, Hajnan, Japonia, Laos, Malezja Zachodnia, Filipiny, Sumatra, Tajwan, Wietnam, Tajlandia, Riukiu.

## Systematyka
Rodzaj sklasyfikowany do plemienia Gastrodieae, podrodzina epidendronowe (Epidendroideae), rodzina storczykowate (Orchidaceae), rząd szparagowce (Asparagales) w obrębie roślin jednoliściennych.
Wykaz gatunków
- Didymoplexiella borneensis (Schltr.) Garay
- Didymoplexiella cinnabarina Tsukaya, M.Nakaj. & H.Okada
- Didymoplexiella forcipata (J.J.Sm.) Garay
- Didymoplexiella kinabaluensis (Carr) Seidenf.
- Didymoplexiella laosensis S.W.Gale & Kumar
- Didymoplexiella ornata (Ridl.) Garay
- Didymoplexiella philippinensis (Ames) Cootes
- Didymoplexiella siamensis (Rolfe ex Downie) Seidenf.
- Didymoplexiella trichechus (J.J.Sm.) Garay